# Manuel de Alba
Manuel de Alba (Alcalá de Henares, 1643 - Barcelona, 22 d'abril de 1697) fou un eclesiàstic espanyol, i bisbe de Barcelona entre els anys 1693 i 1697.
Fill d'un metge del rei Carles II i catedràtic de la Universitat de Salamanca, va arribar a Solsona com a bisbe titular el 1685. Al sínode de 1685 va proposar que fos elegit patró del bisbat Sant Ramon Nonat. El 1690 va inaugurar l'actual capella de l'Hospital de Solsona. Com a bisbe de Solsona, el 1691 va participar, al costat d'altres bisbes catalans, en el Concili provincial de Tarragona, presidit per l'arquebisbe Josep Sanxis i Ferrandis. Va tenir algun conflicte amb els canonges de Solsona. Va residir a Verdú fins que va ser traslladat a Barcelona, quan fou nomenat bisbe de Barcelona el 24 d'agost del 1693. A la Diòcesi de Barcelona queden alguns decrets relatius a la reforma del clergat.